# 1888
1888 (MDCCCLXXXVIII) je bilo prestopno leto, ki se je po gregorijanskem koledarju začelo na nedeljo, po 12 dni počasnejšem julijanskem koledarju pa na petek.

## Rojstva
- 15. februar - Kuki Šuzo, japonski sodobni filozof († 1941)
- 8. april - Drago Leskovšek, slovenski gradbeni inženir († 1978)
- 3. julij - Ramón Gómez de la Serna, španski pisatelj
- 5. september - Sarvepalli Radhakrishnan, indijski filozof in državnik († 1975)
- 10. september - Metod Peternelj, slovenski učitelj in zborovodja († 1956)
- 9. oktober - Nikolaj Ivanovič Buharin, ruski komunistični voditelj, ekonomist († 1938)
- 17. oktober - Paul Isaac Bernays, švicarski matematik, logik († 1977)

## Smrti
- 15. april - Peter Joseph Dietzgen, nemški materialistični filozof in socialist (* 1828)
- 24. avgust - Rudolf Julius Emmanuel Clausius, nemški matematik, fizik (* 1822)
- 10. september - Matija Hočevar, slovenski prevajalec in nabožni pisec (* 1824)